# Zużycie wykruszające
Zużycie wykruszające (pitting) występuje w smarowanym styku, a jego przyczyną jest głównie zmęczenie warstwy wierzchniej. W zespołach maszynowych pitting występuje w układach, które są bezpośrednio w kontakcie z substancją smarującą (łożyskach tocznych, przekładniach zębatych, napędach krzywkowych). Uszkodzenie warstwy wierzchniej powoduje powstanie wyrwy, do której dostaje się substancja smarująca. Wyrwa wypełniona smarem zostaje poddana działaniu siły (np. dociśnięcie wyrwy w bieżni kulką w łożysku tocznym) co powoduje zwiększeniu ciśnienia i powiększaniu się uszkodzenia.
Proces  zużycia wykruszającego składa się z 3 faz: 
- tworzenie się mikroszczelin pod wpływem zmęczenia
- rozklinowanie mikroszczelin pod wpływem wtłaczania smaru podczas przetaczania elementów po sobie
- wyrywanie cząstek materiału z warstwy wierzchniej